# بييترو فيسكونتي
بييترو فيسكونتي (بالإيطالية: Pietro Visconti)‏ (24 مايو 1989 بفيورينزولا دردا في إيطاليا - ) هو لاعب كرة قدم إيطالي في مركز الدفاع. لعب مع نادي أفيلينو ونادي بياتشينزا ونادي كريمونيسي واتحاد بافيا لكرة القدم.

## روابط خارجية
- بييترو فيسكونتي على موقع قاعدة بيانات كرة القدم.إي يو (الإنجليزية)
- بييترو فيسكونتي على موقع Soccerway.com (الإنجليزية)
- بييترو فيسكونتي على موقع عالم كرة القدم.نت (الإنجليزية)